# 叶莲娜·波塔片科
叶莲娜·波塔片科（俄语：Елена Потапенко，羅馬化：Yelena Potapenko，1993年4月20日—），哈萨克斯坦归化女子现代五项运动员，此前代表乌克兰比赛。叶莲娜生于乌克兰卢甘斯克州，2015年入哈萨克斯坦籍。

## 体育生涯
叶莲娜·波塔片科生于乌克兰卢甘斯克州，幼时练习游泳，14岁时接触现代五项，之后走上了现代五项运动道路。她曾赢得乌克兰冠军，代表乌克兰参加国际比赛赢得过世界锦标赛团体银牌。离开乌克兰之前的几年，她住在基辅。2015年4月，她前往哈萨克斯坦，住在阿拉木图，不久获得哈萨克斯坦国籍。
加入哈萨克斯坦籍之后，波塔片科在2015年5月至6月中国北京举行的亚洲和大洋洲现代五项锦标赛上赢得女子个人项目第7名，取得了2016年夏季奧林匹克運動會参赛资格，这是哈萨克斯坦首次取得这一项目的奥运会参赛资格。此外，她与队友还赢得了女子团体项目的铜牌。在巴西里约热内卢举行的2016年夏季奧林匹克運動會女子現代五項比賽上，叶莲娜排名第10位，没有赢得奖牌。
2017年9月在日本御殿場市举行的亚洲和大洋洲现代五项锦标赛上，叶莲娜摘得女子个人项目的银牌，与队友一起夺得了女子团体铜牌，还和帕维尔·伊利亚申科一起在混合接力项目上夺得一枚铜牌。